# El nòvio de la meva mare
El nòvio de la meva mare (originalment en anglès, I Could Never Be Your Woman) és una pel·lícula de comèdia romàntica estatunidenca del 2007 dirigida i escrita per Amy Heckerling i protagonitzada per Michelle Pfeiffer i Paul Rudd. La pel·lícula es va estrenar l'11 de maig de 2007 a Espanya, el 18 de juliol a Bèlgica, el 14 de setembre al Brasil, el 20 de setembre a Grècia i el 19 d'octubre a Taiwan. El títol original de la pel·lícula està extret de la lletra de la cançó de 1997 "Your Woman" de l'artista britànic White Town. El 12 de desembre de 2008 es va estrenar el doblatge en català a TV3.

## Repartiment
- Michelle Pfeiffer com a Rosie Hanson
- Paul Rudd com a Adam Pearl
- Saoirse Ronan com a Izzie Mensforth
- Tracey Ullman com la mare natura
- Jon Lovitz com a Nathan Mensforth
- Sarah Alexander com a Jeannie
- Fred Willard com a Marty Watkin
- Stacey Dash com a Brianna Minx
- Yasmin Paige com a Melanie
- OT Fagbenle com a Sean
- Twink Caplan com a Sissy
- Henry Winkler com a ell mateix
- Rory Copus com a Dylan